# Аеропорт Стамбул (станція метро)
41°15′22″ пн. ш. 28°44′33″ сх. д. / 41.256004813909° пн. ш. 28.742605162278° сх. д.
Аеропорт Стамбул (тур. İstanbul Havalimanı) — проміжна метростанція на лінії М11 Стамбульського метро.  
Станція, розташована в аеропорту Стамбула в мікрорайоні Таякадін, Арнавуткьой, Стамбул, Туреччина.
Станцію було відкрито 6 січня 2023

Конструкція: підземна станція типу горизонтальний ліфт.
Пересадки
- Автобуси: H-1, H-2, H-3, H-6, H-7, H-8, H-9
- Аеропорт Стамбул

| Попередня станція    | Лінія | Лінія                            | Лінія | Наступна станція          |
| -------------------- | ----- | -------------------------------- | ----- | ------------------------- |
| Іхсаніє до Кягитхане |       | M11 (Стамбульський метрополітен) |       | Карго-термінал до Халкали |